# Farmacie doktor
Farmacie doktor, förkortas FarmD (i Finland FaD) eller farm.dr. inom den akademiska världen, enligt Språknämndens rekommendation farm. dr, är en tidigare examenstitel som används för någon som disputerat vid farmaceutisk fakultet. Idag används istället benämningen doktor i farmaceutisk vetenskap.  Farmaceutiska fakulteten på Uppsala universitet och Sahlgrenska akademin på Göteborgs universitet är de två fakultet i Sverige som utbildar farmacie doktorer. Farmacie doktorer i Sverige har oftast en grundutbildning som apotekare, farmacie master, farmacie magister eller biomedicinare.
Möjligheten att utfärda farmacie doktorsgrad tillkom år 1954 vid Farmaceutiska institutet vid Uppsala universitet, sedan möjligheten att utfärda farmacie licentiatexamen tillkommit 1951. Sedan 2009 finns möjligheten att utfärda farmacie doktorsgrad vid Sahlgrenska akademin på Göteborgs universitet. Den förste att disputera för farmacie doktorsgrad vid institutet var Allan Ågren 26 maj 1956. Första kvinnliga farmacie doktorn var [Inga Christenson] 1972. Den förste farmacie jubeldoktorn, Gunnar Samuelsson, promoverade vid Uppsala universitet den 1 juni 2012.